# 日野皓正
日野 皓正（ひの てるまさ、1942年10月25日 - ）は、ジャズ・トランペット（コルネット）奏者。東京都生まれ。2010年現在、アメリカ・ニューヨーク在住。血液型A型。蠍座生まれ。
父は、タップダンサーでトランペット奏者の日野敏。弟は、ジャズ・ドラマーの日野元彦。ギター＆ベースルシアーでMas Hino NYCオーナーのMas Hino（日野雅信）は長男、ベーシストの日野賢二は次男。 日野皓正クインテットでは、メンバーに新人を加え育てていくことでも有名。
1950年代前半に、ティーブ・釜萢が設立した「日本ジャズ学校」に通いトランペットを習った。またトランペット奏者であった坂上弘からもトランペットの手ほどきを受けた。
私生活では20歳の時に知り合った恋人と最初の結婚をする。その後再々婚した現在の妻はアメリカ人。

## 来歴
- 1964年 - 白木秀雄クインテットに参加し、その後ベルリン・ジャズ・フェスティバルに出演し世界のジャズ界から注目を浴びた。
- 1967年 - アルバム『アローン・アローン・アンド・アローン』でデビュー。また、ピアニストの菊地雅章と共に日野=菊地クインテットでも活動。1960年代後半から1970年代前半にかけて日本ジャズの最先端を走り、『日野皓正コンサート』『ハイノロジー』『ライブ』『タローズ・ムード』等数々の作品を発表した。
- 1968年 - エディ・ダニエルズ『This Is New』（コロムビア / タクト）の録音に参加した。
- 1971年 - 8月、『ソー・ホワット：ジョー・ヘンダーソン＆菊地、日野イン・コンサート』（Fontana）の録音に参加した。
- 1975年から、活動の拠点をアメリカに移す。70年代後半からはフュージョン分野にもチャレンジ、新鮮なポップ感覚も披露した。
  - 1975年 - ヨアヒム・キューン『ヒップ・エレジイ』（MPS）の録音に参加した。
- 1976年 - リッチー・バイラーク『Zal』（Trio）、1984年、『Ayers Rock』（Polydor）の録音に参加した。
  - 1976年 - The Eleventh House featuring Larry Coryell『Aspects』（Arista）の録音でラリー・コリエル、ランデイ・ブレッカー、マイケル・ブレッカー、デヴィッド・サンボーンと共演した。
- 1977年 - マル・ウォルドロン『ムーズ』（Enja）の録音でスティーヴ・レイシーと共演した。 
  - 1977年 - 8月、ジョン・スコフィールド『ジョン・スコフィールド』（1978年）の録音に参加した。
- 1982年 - エルヴィン・ジョーンズ『アース・ジョーンズ 』（Palo Alto Jazz）の録音でケニー・カークランド、ジョージ・ムラーツと共演した。
- 1989年 - 日本人ミュージシャンとしては初めてブルーノート・レコードと専属契約する。
- 1996年 - 第41回有馬記念においてスタート前のファンファーレを担当。
- 2000年 - 大阪音楽大学短期大学部客員教授就任。
- 2004年 - 紫綬褒章を受章[4]。
- 2006年 - ティファニー、ハンク・ジョーンズ『My Favorite Things』（ヴィレッジミュージック / Eighty-Eight）の録音に参加した。
- 2009年 - 大会実行委員として「ザ・レジェンド・チャリティプロアマトーナメント」をスタート。病と戦うこども達への支援や、東日本大震災で家族を失った孤児や遺児を支援する団体並びに基金に寄付を行っている[5]。
- 2010年 - 尚美学園大学客員教授就任。
- 2011年 - 『AFTER SHOCK』リリース。ドラムを排し、dj hondaのビートとスクラッチに乗ってフリースタイルな演奏を聴かせるという新たなサウンドに挑戦、その先鋭性が高く評価された。
- 2013年 - 自身のレーベル J LANDを創設。日野皓正 h FACTORとして『Unity -h factor-』をリリース。メンバーは、日野とdj honda に加え、横田明紀男・マサ小浜・加藤一平（ギター）、日野賢二（ベース）、MASAKI（バイオリン）、coba（アコーディオン）。
- 2019年 - 旭日小綬章を受章[6]。

## 往復ビンタ事件
2017年8月20日に世田谷パブリックシアターで行われた中学生ジャズバンドの演奏中、日野はドラム担当の生徒の髪をつかんで引っ張り回し、往復ビンタを浴びせるという暴行事件を起こす。報道陣の取材に対し、被害を受けた中学生とは“父と息子のような関係"と言い、「（往復ビンタなんて）嘘だよ。ちょっと軽く触っただけ。血も出ていない」「俺とあいつは、父親と息子なわけ。他の生徒には絶対に手を上げない」「ヤツの心を立て直してやらなきゃという思いがある。だから、これからもお客さんの前だろうがどこだろうがやるよ。ビンタもね。アントニオ猪木の方が数段痛いと思うよ」と主張。さらには集まった報道陣に対し「あんたたちがこういうことやって日本の文化をダメにしてるんだよ」「あなたたちは俺をいじめてるけど、本当は彼（中学生）をいじめてるんだよ。お前らが騒ぐほど、ヤツは忘れられずに何年も苦しむことになる。それをよく考えて」と持論を展開した。コンサートは一般料金で大人が4,500円、4歳から高校生までは2,250円の入場料がかかっていた。参加者からは「お金を払って観に行ったのに体罰を見せられて気分が悪い」「教育委員会主催なのに子ども達の教育に悪い」「自分の子どもの練習の時に暴力を振るわれていたのではないか？」などの意見が寄せられた。週刊文春は動画を入手しており、2017年8月31日発売の週刊文春でも取り上げられた。

## ディスコグラフィ

### 単独リーダー・アルバム
1960年代
- 『アローン・アローン・アンド・アローン』  - Alone, Alone and Alone (Takt) 1967年
- 『マシュ・ケ・ナダ』 - Mas Que Nada（1967年録音）(RCA) 1975年 
のち改題『黒いオルフェ』 - Le Chanson d'Orphée (RCA) 1978年
- 『フィーリン・グッド』 - Feelin' Good（1968年6月録音）(Takt) 1968年
- 『スイング・ジャーナル・ジャズ・ワークショップ1：日野皓正コンサート』 - Swing Journal Jazz Workshop 1 - Terumasa Hino Concert（1968年11月録音）(Takt) 1969年（銀座「ヤマハホール」におけるライヴ）
- 『ハイノロジー』 - Hi-Nology（1969年7月録音）(Takt) 1969年（銀座「ヤマハホール」におけるライヴ）

1970年代
- 『イントゥ・ザ・ヘヴン』 - Into the Heaven（1970年2月録音）(Takt) 1970年
- 『ジャニー・トゥ・エアー』 - Journey To Air（1970年3月録音）(Canyon) 1970年
- 『アローン・トゥゲザー』 - Alone Together（1970年4月録音）(Takt) 1970年
- 『ベルリン・ジャズ・フェスティバルの日野皓正』 -  Hino At The Berlin Jazz Festival '71（1971年11月6日録音）(Victor) 1977年（ライヴ）
- 『藤』 - Fuji（1972年8月録音）(Victor/Enja) 1972年
- 『ミスター・ハッピネス／スリップド・アウト』 - Mr.HAPPINESS & SLIPPED OUT（1973年2月録音）(SUPER FUJI DISCS) 2012年（CD 2枚組）
- 『ライヴ!』 - Live!（1973年6月2日録音）(TBM) 1973年（ライヴ）
- 『タローズ・ムード』 - Taro's Mood（1973年6月29日録音）(Enja) 1974年（ライヴ。のちCD 2枚組。）
- 『ジャーニー・イントゥ・マイ・マインド』 - Journey Into My Mind（1973年12月録音）(CBS/Sony) 1974年
- 『ホライゾン』 - Horizon （1973年12月、1974年5月録音）(CBS/Sony) 1979年
- 『イントゥ・エターニティ』 - Into Eternity（1974年5月、6月録音）(Columbia) 1974年
- 『スピーク・トゥ・ロンリネス』 - Speak to Loneliness（1975年1月録音）(East Wind) 1975年
- 『ホイール・ストーン（車石）：ライヴ・イン・ネムロ』 - Wheel Stone: Live in Nemuro（1975年4月8日録音）(East Wind) 1975年（「根室市民会館」におけるライヴ）
  - 『ホイール・ストーン（車石）Vol.2：ライヴ・イン・ネムロ』 Wheel Stone: Live in Nemuro Vol.2（1975年4月8日録音）(East Wind) 1981年
- 『ライヴ・イン・コンサート』 - Live in Concert（1975年4月14日録音）(East Wind) 1975年（「東京郵便貯金会館」におけるライヴ）
- 『寿歌』 - Hogiuta（1976年5月録音）(East Wind) 1976年（セシル・マクビーが参加）
- 『メイ・ダンス』 - May Dance (1977年5月録音）(Flying Disk) 1977年（ジョン・スコフィールド、ロン・カーター、トニー・ウィリアムスが参加）
- 『ヒップ・シーガル』 - Hip Seagull (1977年8月、12月録音） (Flying Disk) 1978年
- 『シティ・コネクション』 - City Connection（1979年7月録音）(Flying Disk) 1979年（デイヴ・リーブマンらが参加）

1980年代
- 『デイドリーム』 - Daydream（1980年3月、4月録音）(Flying Disk) 1980年（デイヴ・リーブマン、マイケル・ブレッカーらが参加）
- 『ダブル・レインボー』 - Double Rainbow（1981年2月、3月録音）(CBS/Sony) 1981年（菊地雅章らが参加）
- 『ピラミッド』 - Pyramid (CBS/Sony) 1982年
- 『ニューヨーク・タイムズ』 - New York Times（1983年6月、7月録音）(CBS/Sony) 1983年
- 『トランス・ブルー』 - Trance Blue（1984年11月、12月録音）(CBS/Sony) 1985年
- 『トレード・ウィンド』 - Trade Wind（1986年3月録音）(CBS/Sony) 1986年
- 『ディトアー』 - Detour (EMI Japan/Who Ring) 1988年
- 『ブルーストラック』 - Bluestruck (Somethin' Else/Blue Note) 1989年

1990年代
- 『フロム・ザ・ハート』 - From the Heart 1991年 (EMI/Blue Note)
- 『ライブ・イン・ワルシャワ』 - Live in Warsaw（1991年10月録音）(Century) 1991年。（「ワルシャワ大劇場」におけるライヴ）
のちLive At Warsaw Jazz Festival 1991 (Jazzmen) 1993年。
のちKimiko (Memo Music) 2001年。
- Unforgettable (Blue Note) 1992年
- 『スパーク』 - Spark (Somethin' Else/Blue Note) 1994年
- 『オフ・ザ・コースト』 - Off the Coast (Teichiku) 1997年

2000年代
- 『トランスフュージョン』 - Transfusion (Sony) 2000年
- 『D・N・A』 - DNA（2001年2月録音）(Sony) 2001年
- 『D・N・A ライヴ・イン・トーキョー』 - DNA Live in Tokyo（2001年10月録音）(Sony) 2002年（渋谷「オーチャードホール」におけるライヴ）
- 『ヒア・ウィ・ゴー・アゲイン』 - Here We Go Again (Sony) 2003年
- 『ドラゴン～龍～』 - Dragon (Sony) 2005年
- 『クリムゾン』 - Crimson (Sony) 2006年
- 『寂光』 - Weakness in Execution (Sony) 2008年

2010年代
- 『アフターショック』 - Aftershock (Sony) 2011年

### コンピレーション・アルバム
- 『オー・ハッピー・デイ：ベスト・セレクション』 - Oh Happy Day - SRM Best Selection (Sony) 1993年。のち廃盤。
- 『日野皓正』 - Terumasa Hino (JVC) 2005年

### 共同リーダー・アルバム
- 菊地雅章と共同名義, 『日野=菊地クインテット』 - Hino=Kikuchi Quintet（1968年8月録音）(Takt) 1968年
- フラワー・トラベリン・バンドと共同名義, "Crash" 1970年 (Columbia)
- ハインツ・ザウアーと共同名義, Vibrations（1971年11月7日録音）(Enja) 1971年
- ジョニー・ハートマンと共同名義, 『ハートマン・ミーツ・ヒノ』 - Hartman Meets Hino（1972年11月録音）(EMI Japan) 1973年
- ハル・ギャルパー名義, 『ナウ・ヒア・ディス』 - Now Hear This（1977年2月録音）(Enja) 1977年。
のち共同名義化, Terumasa Hino - Hal Galper (AMIGA) 1979年。
- 菊地雅章、富樫雅彦と共同名義, 『トリプル・ヘリックス』 - Triple Helix 1993年 (Enja)
- 日野=菊地クインテット名義, 『モメント』 - Moment - A live at Blue Note Tokyo (EMI) 1996年
- 菊地雅章と共同名義, 『アコースティック・ブギ』 - With Kikuchi Acoustic Boogie 1996年 (Blue Note)
- マンハッタン・ジャズ・クインテットと共同名義, 『ラウンド・ミッドナイト』 - Round Midnight (Teichiku) 1998年
- 日野賢二と共同名義　「Wonderland」 UCCJ-2025 Universal/Grp 2003年
- 日野=菊地クインテット名義, 『カウンター・カレント』 - Counter Current (Sony) 2007年
- 菊地雅章と共同名義, 『エッジズ』 - Edges (Sony) 2007年
- J.A.M.と共同名義, Jazz Acoustic Machine (Victor) 2012年
- 日野賢二と共同名義　「Jino Jam」 KICJ-670 King Record 2014年

### 参加アルバム
マル・ウォルドロン
- 『ムーズ』 - Moods（1977年5月録音）(enja) 1978年

ジョン・スコフィールド
- 『ジョン・スコフィールド』 - John Scofield（1977年8月録音）(Trio) 1977年。（「音響ハウス」における録音）
のち改題・再発 East Meets West (Black Hawk) 1987年。

デイヴ・リーブマン
- 『ドゥーイン・イット・アゲイン』 - Doin' It Again（1979年録音）(Timeless) 1980年
- 『イフ・ゼイ・オンリー・ニュー』 - If They Only Knew（1980年7月録音）(Timeless) 1981年

エルヴィン・ジョーンズ
- 『アース・ジョーンズ』 - Earth Jones（1982年2月録音）(Palo Alto) 1982年

## 出演

### テレビ
- NHK紅白歌合戦（NHK総合・ラジオ第1）
  - 第31回（1980年12月31日） - 岩崎宏美の曲紹介者としてゲスト出演
  - 第45回（1994年12月31日） - 吉田拓郎のバックバンドのメンバーとして出演
- 幕末青春グラフィティ 福沢諭吉（1985年2月11日、TBS） - ジャズに魅せられた男 役
- 音遊人（みゅーじん）（2004年4月2日・2004年6月18日・2004年8月20日・2005年10月1日・2006年4月1日、テレビ東京）
- BSジャパン開局 10周年記念番組 美しい地球の讃歌（2010年5月22日、BSジャパン）
- J-MELO（2011年2月7日、NHK総合）

### CM
- サントリー
  - サントリーホワイト（1979年9月～、BGM「シティ・コネクション」[10]）
- コーセー化粧品
  - ダモンモイスチュアライジング（タモリと共演）
- 日野自動車
  - レンジャー+5（BGM）
  - スーパードルフィン（BGM）
- 大正製薬
  - サモン
- リエイ